# Sara Algotsson Ostholt
Sara Algotsson Ostholt (Rocknerby, 8 de dezembro de 1974) é uma ginete de elite sueca

## Carreira
Sara Algotsson Ostholt representou seu país nos Jogos Olímpicos de 2004 e 2012, na qual conquistou no CCE individual a medalha de prata, em 2012. 
Ela é irmã de Linda Algotsson, e é casada com o ginete alemão Frank Ostholt.